# Холцкло, Дэниел
Дэ́ниел Кен Хо́лцкло (родился 10 декабря 1985 года), бывший офицер полиции полиции Оклахомы (англ.). В декабре 2015 года был осуждён по многочисленным эпизодам, которые связаны с изнасилованием женщин.
Все женщины были чернокожие, при этом большая часть жертв имела криминальное прошлое, как, например, правонарушения связанные с наркотиками. Согласно материалам полицейского расследования Холцкло использовал своё положение офицера полиции, принуждая к действиям сексуального характера.
10 декабря 2015 года белое Жюри присяжных признало бывшего полицейского виновным по 18 из 36 эпизодов обвинения. 21 января Дэниел Холцкло был приговорён к 263 годам лишения свободы. Следует отметить, что в судебной системе США, при вынесении обвинительного приговора, срок лишения свободы может суммироваться по каждому из эпизодов обвинения.
Дело Холцкло получило малое внимание со стороны СМИ, в отличие от других случаев насилия в отношении чернокожих в США. В день начала судебных слушаний по делу, зал заседаний был практически пуст.

## Ранние годы
Дэниел Холцкло родился 10 декабря 1986 года в Инид, Оклахома, в семье офицеров полиции Эриа и Кумико Холцкло.
В 2005 году закончил местную школу (англ.), где он играл в Американский футбол в роле лайнбекера и установил рекорд школы. В след за школой он продолжил играть и во время учёбы в университете Восточного Мичигана (англ.), где обучался в области уголовного права. После окончания учёбы была безуспешная попытка пройти драфт в Национальную футбольную лигу. Позже — работа в полицейском управлении Оклахомы.

## Судебные разбирательства
Начиная с момента предъявления обвинений, с августа 2014 года, Холцкло был отправлен в оплачиваемый отпуск. В январе 2015 года он был уволен со службы. Судебные слушания начались 2 ноября 2015 года, где рассматривались 36 пунктов обвинения, самые тяжёлые из которых это изнасилования. Подсудимый и его защита настаивали на невиновности по всем пунктам.
В качестве доказательств вины были использованы, кроме показаний в суде, следы ДНК жертв на униформе бывшего полицейского.
10 декабря был признан виновным по 18 пунктам обвинения. Защита попыталась инициировать новое судебное разбирательство и подала 20 января 2016 года соответствующий запрос, который был отклонён. 21 января 2016 года Дэниел Холцкло был приговорён к лишению свободы сроком на 263 года.
Защита заявила, что приговор будет обжалован.

## Освещение в прессе
Согласно журналу The Atlantic освещение в средствах массовой информации было относительно слабым для серийных насильственных действий сексуального характера. И это несмотря на усилия активистов движения Black Lives Matter в социальных сетях, по привлечению внимания к процессу.
Дело Холцкло вошло в отчёт о многолетнем исследовании, проводимым Ассошиэйтед Пресс, на тему насилия сексуального характера со стороны сотрудников полиции. За шестилетний период около 1000 полицейских были уволены с работы в связи с подобными правонарушениями.